# Wario (série de jeux vidéo)
Vous lisez un « bon article » labellisé en 2020.
Cet article concerne la série de jeux vidéo. Pour le personnage, voir Wario (personnage).
Wario (ワリオ) est une série de jeux vidéo de type plate-forme, party game et puzzle publiée et produite par Nintendo. Première franchise créée par Nintendo à présenter un antihéros en tant que protagoniste principal, elle est créée par les développeurs Hiroji Kiyotake et Takehiko Hosokawa pour Nintendo R&D 1. Les jeux sont développés par plusieurs entreprises, parmi lesquelles figurent Nintendo, Suzak, Good-Feel et Intelligent Systems.
Tous les jeux Wario depuis la Game Boy jusqu'à la septième génération de consoles sont développés exclusivement pour les consoles de salon et consoles portables conçues par Nintendo. Le premier jeu dans lequel Wario officie en tant que personnage jouable est Wario Land: Super Mario Land 3 sur Game Boy, bien qu'il soit déjà présent dans Super Mario Land 2: 6 Golden Coins et Mario and Wario. Au fil du temps, la série Wario se scinde en deux et propose deux types de jeux différents. À l'origine, la franchise Wario ne présente qu'un seul genre de jeu, les jeux de plates-formes classiques à défilement horizontal, à l'image des jeux appartenant à la série Wario Land avant de produire une nouvelle série, de type party game nommée WarioWare.
Parmi les différents jeux de plates-formes de la série Wario, figure la série Wario Land et son premier opus Super Mario Land sur Game Boy, et après Wario Land: Super Mario Land 3 sur Game Boy aussi. Ces jeux se déroulent dans le même univers que celui de Mario et plus particulièrement dans le Royaume Champignon, dans lequel la plupart des aventures de Mario prennent place. Les jeux WarioWare figurent quant à eux en tant que pionniers des party games, à l'image de WarioWare, Inc. : Mega Mini-Jeux, le premier opus de la série, publié en 2003. La série WarioWare prend pour cadre un univers totalement nouveau : Diamond City.

## Historique

### Vue d'ensemble
Le personnage de Wario apparaît pour la première fois en 1992 dans le jeu Super Mario Land 2: 6 Golden Coins, dans lequel il est l'antagoniste principal. Il est également présent dans Mario and Wario,, puis il est le personnage principal de Wario Land: Super Mario Land 3, sorti en 1993. À partir de ce moment, jusqu'en 2003, les jeux vidéo de la franchise Wario sont exclusivement des jeux de plates-formes. En 2003, à la suite de la grande popularité de l'univers de Wario, Nintendo lance une nouvelle série de party games mettant en scène ce personnage, la série WarioWare et son premier opus, WarioWare, Inc. : Mega Mini-Jeux.

### SérieWario Land
| Jeux Wario Land |                                 |
| 1994            | Wario Land: Super Mario Land 3  |
| 1995            | Virtual Boy Wario Land          |
| 1996            |                                 |
| 1997            |                                 |
| 1998            | Wario Land II                   |
| 1999            |                                 |
| 2000            | Wario Land 3                    |
| 2001            | Wario Land 4                    |
| 2002            |                                 |
| 2003            |                                 |
| 2004            |                                 |
| 2005            |                                 |
| 2006            |                                 |
| 2007            |                                 |
| 2008            | Wario Land: The Shake Dimension |

Les jeux de plates-formes de la franchise Wario prennent naissance sous la forme d'une série dérivée de la série Super Mario Land publiée sur Game Boy. Ces jeux se caractérisent par leurs scènes cinématiques et par leurs scénarios mettant notamment en avant le caractère avide de Wario,,. Le dernier jeu de plates-formes Wario est Wario Land: The Shake Dimension (connu aussi sous le nom Wario Land: Shake It! en Amérique du Nord) pour la Wii. Il s'agit d'un jeu en deux dimensions dont le principe est similaire aux précédents jeux. Jusqu'à Wario World, conçu par Treasure, les jeux sont tous développés par Nintendo R&D1, puis édités par Nintendo,,,,. 
Wario Land: Super Mario Land 3, sorti en 1994 sur Game Boy, est le premier jeu de plates-formes de la franchise Wario. C'est le dernier jeu de la série Super Mario Land et le premier jeu de la série Wario Land. Le jeu est réédité sur la console virtuelle de la Nintendo 3DS le 14 décembre 2011 au Japon, le 16 février 2012 en Europe, et le 26 juillet 2012 aux États-Unis.
Virtual Boy Wario Land sort en 1995 sur Virtual Boy. Le jeu est sorti le 27 novembre 1995 en Amérique du Nord et le 1er décembre 1995 au Japon. Il dispose d'un système de jeu similaire aux autres jeux de la série Wario Land. Le jeu était l'un des quatorze jeux Virtual Boy sortis en Amérique du Nord. La musique du jeu a été composée par Kazumi Totaka. 
Wario Land II sort en 1998 sur Game Boy puis sur Game Boy Color. La cartouche est compatible avec les deux versions de la console, mais aussi avec le Super Game Boy, périphérique de la Super Nintendo, permettant de jouer sur un écran de téléviseur. Le jeu est réédité sur la console virtuelle de la Nintendo 3DS le 4 avril 2012 au Japon, le 19 juillet 2012 en Europe, et le 20 décembre 2012 aux États-Unis.
En 2000, sort Wario Land 3 sur Game Boy Color. Le jeu est moins linéaire que ses prédécesseurs. Le jeu est réédité sur la console virtuelle de la Nintendo 3DS le 5 décembre 2012 en Europe, le 2 mai 2012 au Japon, et le 29 août 2013 aux États-Unis.
Wario Land 4 sort en 2001 sur Game Boy Advance. Le jeu est développé par Nintendo R&D1 et édité par Nintendo. Le jeu est réédité sur la console virtuelle de la Nintendo 3DS le 16 décembre 2011 en Europe et aux États-Unis, puis sur celle de la Wii U le 30 avril 2014 au Japon, le 8 mai 2014 aux États-Unis et le 5 juin 2014 en Europe.
Wario Land: The Shake Dimension sort en 2008 sur Wii. Le jeu est connu sous le nom Wario Land: Shake It! en Amérique du Nord et Wario Land: Shake (ワリオランド シェイク) au Japon,. Il est développé par Good-Feel et édité par Nintendo. Certaines phases de gameplay nécessitent de secouer la Wiimote, pour effectuer certaines actions. Le jeu est réédité sur la console virtuelle de la Wii U le 7 avril 2016 en Europe, le 24 août 2016 au Japon, et le 17 novembre 2016 aux États-Unis.

### SérieWarioWare
| Jeux WarioWare |                                    |
| 2003           | WarioWare, Inc.: Minigame Mania    |
| 2003           | WarioWare, Inc.: Mega Party Game$! |
| 2004           | WarioWare: Twisted!                |
| 2004           | WarioWare: Touched!                |
| 2005           |                                    |
| 2006           | WarioWare: Smooth Moves            |
| 2007           |                                    |
| 2008           | WarioWare: Snapped!                |
| 2009           | WarioWare: D.I.Y.                  |
| 2010           |                                    |
| 2011           |                                    |
| 2012           |                                    |
| 2013           |                                    |
| 2014           |                                    |
| 2015           |                                    |
| 2016           |                                    |
| 2017           |                                    |
| 2018           | WarioWare Gold                     |
| 2019           |                                    |
| 2020           |                                    |
| 2021           | WarioWare: Get it Together!        |
| 2022           |                                    |
| 2023           | WarioWare: Move It!                |

Depuis 2003, la série WarioWare connait huit jeux de type party game.
WarioWare, Inc. : Mega Mini-Jeux sort en mars 2003 sur Game Boy Advance. Premier jeu de la série WarioWare, il est composé d'une série de mini-jeux très rapides. Un remake du jeu sous-titré de Mega Party Game$!  est publié sur GameCube en octobre 2003. Il intègre un mode multijoueur inédit,.
WarioWare: Twisted! sort en 2004 sur Game Boy Advance. Le jeu utilise un capteur d'inclinaison, intégré dans la cartouche et utilisé dans le gameplay des mini-jeux. 
WarioWare: Touched! sort en 2005 en Europe, et en 2004 au Japon sur Nintendo DS. Il utilise l'écran tactile de la Nintendo DS dans la plupart des mini-jeux.
WarioWare: Smooth Moves sort en 2006 au Japon, et en 2007 en Europe sur Wii. Les joueurs doivent tenir la télécommande Wii dans différentes positions pour jouer aux mini-jeux.
WarioWare: Snapped! sort en 2008 au Japon, et en 2009 en Europe sur DSiWare. Le jeu utilise la caméra de la Nintendo DSi pour contrôler les mini-jeux.
WarioWare: D.I.Y. sort en 2009 au Japon, et en 2010 en Europe sur Nintendo DS et WiiWare. Il est possible de créer ses propres mini-jeux. Les mini-jeux créés peuvent être transférés sur Asobu Made in Ore (Warioware DIY Showcase en Amérique du Nord), un jeu disponible sur le service WiiWare. 
WarioWare Gold sort en juillet 2018 sur Nintendo 3DS. Le jeu est développé et édité par Nintendo.
WarioWare: Get it Together! sort le 10 septembre 2021 sur Nintendo Switch. Le jeu a été annoncé à l'E3 2021; Le jeu est développé par Intelligent System et Nintendo. On retrouve dans le jeu des mini-jeux à réaliser en coopération.
WarioWare: Move it! sort le 3 novembre 2023 sur Nintendo Switch. Le jeu est développé par Intelligent System et Nintendo. Les joueurs utilisent les manettes Joy-Cons afin de terminer les mini-jeux.

### Divers jeuxWario
| Autres jeux Wario |                                    |
| 1992              | Super Mario Land 2: 6 Golden Coins |
| 1993              | Mario and Wario                    |
| 1994              | Wario's Woods                      |
| 1994              | Wario Blast: Featuring Bomberman!  |
| 1995              |                                    |
| 1996              |                                    |
| 1997              |                                    |
| 1998              |                                    |
| 1999              |                                    |
| 2000              |                                    |
| 2001              |                                    |
| 2002              |                                    |
| 2003              | Wario World                        |
| 2004              |                                    |
| 2005              |                                    |
| 2006              |                                    |
| 2007              | Wario: Master of Disguise          |
| 2008              | Pyoro                              |
| 2008              | Papier volant                      |
| 2009              |                                    |
| 2010              |                                    |
| 2011              |                                    |
| 2012              |                                    |
| 2013              | Game and Wario                     |

En plus des deux séries principales, WarioWare et Wario Land, Nintendo a édité quelques autres jeux mettant en scène Wario.
Super Mario Land 2: 6 Golden Coins sort en 1992 sur Game Boy. Le jeu est développé et édité par Nintendo. Mario y combat Wario, son double maléfique.
Mario and Wario sort en 1993 sur Super Nintendo. Le jeu est développé par Game Freak et édité par Nintendo et est sorti exclusivement au Japon.
Wario's Woods, développé et édité par Nintendo, sort en 1994 sur NES et Super Nintendo puis en 2006 sur Console virtuelle. Dans ce dernier jeu publié sur NES, Toad est le héros et Wario l'antagoniste. C'est un jeu de puzzle dans lequel le curseur du joueur est Toad.
Wario Blast: Featuring Bomberman!, crossover entre la franchise Wario et la franchise Bomberman, sort en 1994 sur Game Boy. Le jeu est développé par Hudson Soft. En Amérique du Nord, certains sprites et éléments du jeu ont été modifiés pour atteindre un public plus large.
En 2003, Wario World sort sur GameCube. Le titre est développé par le studio externe Treasure et édité par Nintendo. C'est le premier jeu de plates-formes Wario conçu pour une console de salon.
Wario: Master of Disguise sort en 2007 sur Nintendo DS. Le jeu est développé par Suzak et édité par Nintendo. C'est un jeu de plates-formes-réflexion. Le jeu est réédité sur la console virtuelle la Wii U le 20 août 2015 en Europe, le 7 octobre 2015 au Japon, et le 9 juin 2016 aux États-Unis.
Pyoro (Bird and Beans aux États-Unis) sort en 2008 sur DSiWare. Développé par Nintendo, il est conçu à l'origine sous forme d'un mini-jeu dans WarioWare, Inc.: Minigame Mania. Il tire parti du double écran de la Nintendo DS.
Papier volant (Paper Airplane Chaseen Amérique du Nord), développé par Nintendo, sort en 2008 sur DSiWare,. Le titre est un micro-jeu avec de nouveaux modes créés spécialement pour le service de téléchargement DSiWare.
Game and Wario, développé par Nintendo et Intelligent Systems, sort sur Wii U le 28 mars 2013 au Japon et le 28 juin 2013 en Europe. C'est le seul jeu de type party game de la série Wario à ne pas faire partie de la série WarioWare. Il propose seize mini-jeux, tous jouables uniquement avec le gamepad.

## Trame

### Univers
L'univers des différents jeux de la série Wario est un univers apprécié par les membres de la communauté de joueurs des jeux Nintendo. Celui-ci est de plus en plus extravagant et se prend de moins en moins au sérieux, à l'image de l'évolution de son personnage principal Wario. Cette idée d'univers loufoque et déjanté est notamment illustrée par la série WarioWare  et part l'un de ses représentants, le jeu Game and Wario. Cet univers est représenté dans les jeux WarioWare par la ville de Diamond City, où prend place ce jeu et dont les habitants sont très excentriques. Un autre aspect de l'univers des jeux Wario est la cupidité de son personnage principal qui a pour unique but d'être riche et qui, dans la plupart des opus de Wario Land et autres jeux de plateformes, est à la recherche d'un moyen de s'enrichir. En outre, plusieurs opus de Wario Land ont pour cadre le Royaume Champignon, royaume fictif fantastique où vivent des champignons anthropomorphes de l'espèce des toads, dirigés par la Princesse Peach. Ce royaume sert d'univers de base des jeux de la série Super Mario mais la série Wario revisite ce royaume en y ajoutant des éléments. Par exemple, le premier opus, Wario Land: Super Mario Land 3 se déroule sur l'Île-Cuisine, une île appartenant visiblement au Royaume Champignon et servant de repaire à une bande de pirates, les Blacks Sugar, île sur laquelle Wario se rend pour voler le butin amassé par les pirates. Chaque scénario des différents opus de Wario Land se base sur une chasse au trésor.

### Personnages
Les personnages présents dans l'univers de Wario sont très nombreux et totalement différents selon qu'ils appartiennent aux séries Wario Land ou WarioWare.

#### Wario

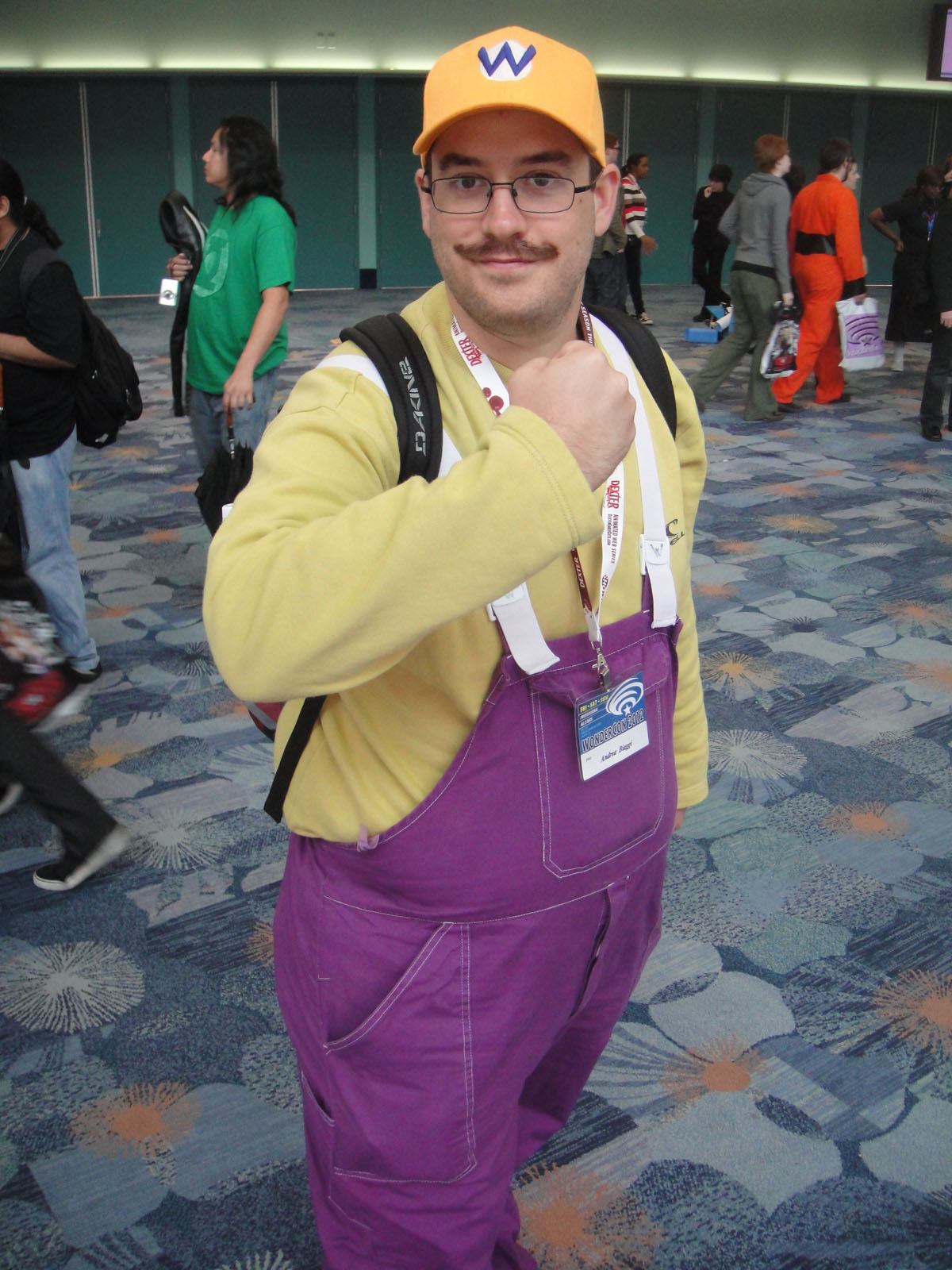
Cosplayer déguisé en Wario à la WonderCon de 2012.

Wario fait ses premières apparitions en tant que personnage et antagoniste récurrent des différents jeux de la franchise Mario. Il est décrit dans l'ouvrage Génération Mario comme « un portrait exagéré et caricatural de Mario », ce qui en fait son double inversé,. Wario est corpulent, de petite taille et arbore une moustache bien visible. Généralement vêtu d'une salopette violette et d'un haut jaune à manches courtes, Wario possède également une casquette jaune sur laquelle figure un W (qui est également un M retourné). Wario est cupide et égocentrique et il place sa personne et l'argent par-dessus tout. Ce personnage apparaît pour la première fois dans le jeu Super Mario Land 2: 6 Golden Coins, paru en 1992.

#### Personnages importants deWario Land

##### CapitaineSyrup
Cet antagoniste fait sa première apparition dans le jeu Wario Land: Super Mario Land 3, dans lequel elle est l'un des antagonistes principaux,. Elle est la capitaine de l'équipage pirate des Black Sugars,. Physiquement, Syrup est une jeune femme avec des cheveux longs, bruns et bouclés. Elle a un pantalon large et bleu ainsi qu'un haut violet et un bandana violet. Après ses deux apparitions en tant qu'antagoniste dans Wario Land: Super Mario Land 3 en 1994 et Wario Land II en 1998, Capitaine Syrup n’apparaît plus dans les jeux Wario avant 2008 avec le jeu Wario Land: The Shake Dimension.

##### Golden Diva
La Golden Diva est le boss final du jeu Wario Land 4, sorti sur GBA,. Elle est vêtue de robes élisabéthaines. Elle possède un éventail et de multiples masques kabuki en porcelaine couvrant ainsi son vrai visage, qui est « grotesque et sinistre ».

##### Le Joyau noir malfaisant
Le Joyau noir est le principal antagoniste de Wario World sorti sur GameCube et il est le boss final du jeu. Avant le début du jeu, Wario récupère le joyau noir, en supposant qu'il s'agit simplement d'un trésor comme un autre, mais il s'avère que le joyau était maléfique. Finalement, il détruit le château de Wario récemment rénové et transforme les trésors de ce dernier en monstres. Malgré son nom, il est en fait violet. Il a un œil et plusieurs appendices roses ressemblant quelque peu aux tentacules d'une pieuvre.

#### Personnages importants deWarioWare

##### 9-Bits
9-Bits (appelé 9-Volts en anglais) est un personnage humain et l'un des protagonistes principaux de la série WarioWare. 9-Bits est fan de Nintendo, il collectionne tout sur cette entreprise et aime jouer aux jeux vidéo. 9-Bits vit avec sa mère, 5-Bits et son animal de compagnie (qui s'apparente plus à une puce électronique), Fronk, dans leur maison à Diamond City, la ville dans laquelle se déroule l'intégralité des jeux de la série WarioWare. 9-Bits fréquente la Diamond City Elementary, une école de Diamond City. Il apparaît pour la première fois dans WarioWare, Inc.: Mega Microgame$ comme étant l'un des amis de Wario. 9-Bits aide Wario à produire des mini-jeux. D'ailleurs, les mini-jeux qui sont rattachés à 9-Bits  sont toujours tirés d'autres jeux Nintendo assez anciens comme Duck Hunt, Balloon Fight, Wario Land, The Legend of Zelda: The Wind Waker, The Legend of Zelda: Ocarina of Time, Animal Crossing: Wild World, Metroid, Metroid Prime Hunters, Nintendogs ou bien encore Super Mario Bros.. Dans WarioWare: Smooth Moves sur Wii, il est présent dans des mini-jeux inspirés d'opus plus récents comme The Legend of Zelda: The Wind Waker, Super Mario Sunshine, ou encore Animal Crossing: Wild World.
La voix anglaise de 9-Bits dans WarioWare Gold est interprétée par Melissa Hutchison.

##### Dribble et Spitz

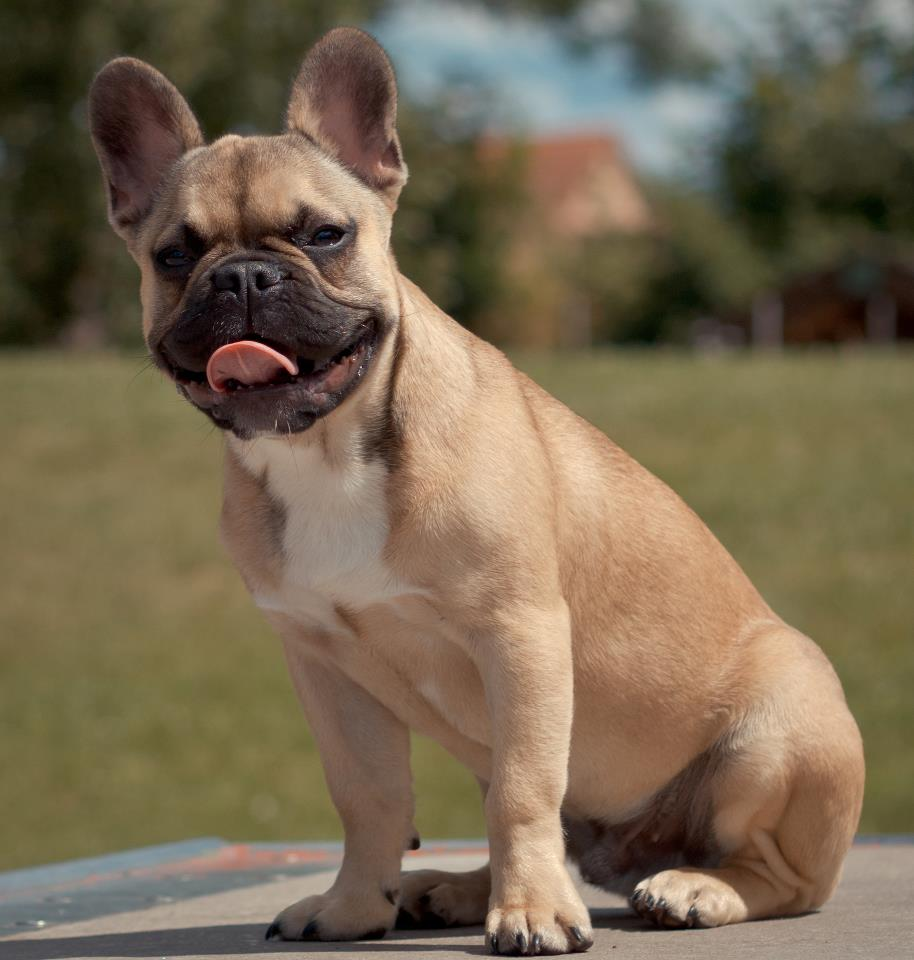
Un bouledogue fauve, animal qui a inspiré le personnage de Dribble

Dribble et Spitz sont des personnages animaux anthropomorphes importants de la série WarioWare,. Le duo se compose de Dribble, un bouledogue orange, et de Spitz, un petit chat jaune qui plisse les yeux. Ensemble, ils vivent à Diamond City comme chauffeurs de taxi. Ils conduisent un taxi capable, entre autres, de voyager dans l'espace grâce à une amélioration apportée par le Docteur Crygor et transportent des voyageurs souvent surnaturels. Les deux amis sont facilement distraits. Dans les versions originales des jeux, en japonais, ils parlent dans une langue originaire de la région du Kansai, qui est un dialecte stéréotypé associé à des personnages amusants et turbulents. Dans les versions anglaises du jeu, les deux personnages parlent avec un accent du Bronx,.

## Systèmes de jeu
La franchise Wario prend un tournant en 2003 avec l'édition de deux séries hétérogènes offrant chacune des systèmes de jeu et gameplays différents.

### JeuxWario Land

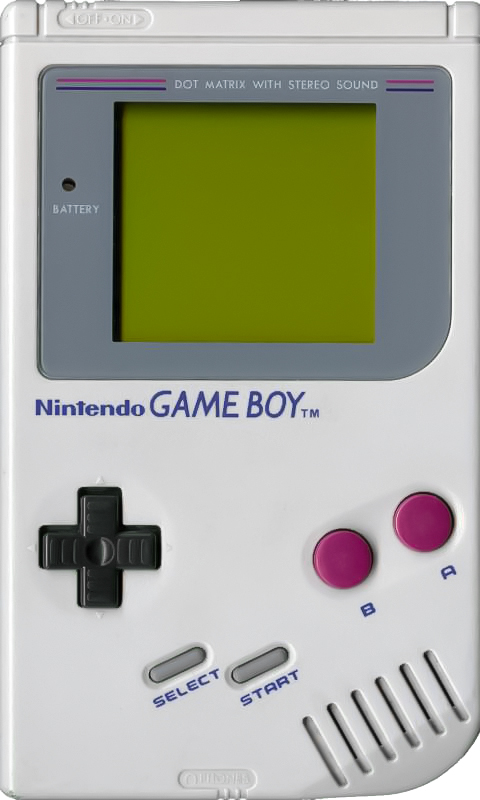
Une Game Boy, console qui a vu naître la série Wario et plus particulièrement la série Wario Land.

Les jeux de la série Wario Land se basent principalement sur un gameplay propre aux jeux de plates-formes mais n'hésitent pas à faire intervenir des mini-jeux permettant d'obtenir divers bonus ou objets comme les pièces qui, dans cette série, ont un rôle capital. En effet, dès Wario Land: Super Mario Land 3, le premier jeu de la série Wario Land, l'accent est mis sur l'avidité de Wario. Le système de jeu utilise pleinement cet aspect en obligeant par exemple le joueur à payer pour ouvrir une porte permettant d'accéder au niveau suivant, ce qui l'oblige ainsi à collecter un maximum de pièces sur son chemin. Les coups d'épaules et autres écrasages brutaux de Wario s'ajoutent aux sauts sur les ennemis déjà exploités dans les Super Mario précédents, et plusieurs objets sont disponibles pour améliorer ou ajouter des capacités de personnage, permettant par exemple de voler quelques secondes ou de cracher du feu.
Virtual Boy Wario Land garde la même palette de mouvements que le premier Wario Land. Quatre casquettes de transformation sont disponibles, dont une permettant d'obtenir l'ensemble des trois autres. Les niveaux contiennent cette fois une clé qu'il faut récupérer, parfois en combattant un boss, pour passer au niveau suivant.
Le gameplay de Wario Land II est quant à lui dépourvu de système de vies, les ennemis faisant perdre cette fois au joueur seulement des pièces (indispensables pour participer à des mini-jeux permettant de finir le jeu entièrement), ce qui renforce une nouvelle fois le caractère cupide de Wario. Les objets du volet précédent ne sont plus disponibles, les transformations se faisant cette fois au contact des ennemis. Elles sont nécessaires pour transformer le héros physiquement et ainsi progresser dans le niveau.
Wario Land 3 rompt quant à lui avec la linéarité des épisodes précédents : par exemple, certains peuvent être transformés fortement grâce au contenu d'un coffre au trésor d'un niveau ultérieur, coffres ne pouvant parfois être ouverts qu'après avoir joué à un niveau ultérieur. La baisse du niveau de difficulté causée par l'invincibilité constante de Wario est compensée par la présence de nombreuses énigmes. Le système de transformation grâce aux ennemis de Wario Land II est maintenu, et les pièces récoltées ne sont plus retirées au joueur après qu'il a touché un ennemi.
Wario Land 4 possède quant à lui deux niveaux de difficulté.

### JeuxWarioWare
La série des WarioWare est apparue en 2003 et comporte uniquement des jeux de type party game. Les différents jeux de la série se situent dans un univers dans lequel Wario et ses amis ont créé une société fictive, WarioWare, Inc (Wario Company au Japon). De ce fait, les jeux appartenant à cette série sont des compilations aléatoires de mini-jeux, présentés comme des tâches à effectuer pour Wario et son entreprise, s'intégrant ainsi assez bien dans l'univers de Wario. Pour réaliser ces tâches, le joueur doit accomplir une série de petites activités souvent absurdes qui s'enchaînent, le rythme s'accélérant progressivement,. Ces mini-jeux ne durent pas plus de vingt secondes, permettant ainsi qu'au fil des niveaux, la difficulté et la vitesse d'enchaînement des micro-jeux augmentent.
Une particularité des graphismes de WarioWare s'intégrant dans le gameplay des jeux est que les graphismes diffèrent selon les mini-jeux et vont du photo-réalisme aux simples dessins semblant enfantins. De plus chaque opus de WarioWare apporte un nouvel élément de gameplay. Ainsi, dans le premier opus de la série, WarioWare, Inc.: Minigame Mania, le joueur travaille pour Wario en effectuant plusieurs micro-jeux ayant chacun une durée de cinq secondes, avant d'affronter un boss. Le second opus, WarioWare: Twisted! sorti sur Game Boy Advance,  reprend les mêmes codes que son prédécesseur mais ajoute une nouveauté importante au niveau du gameplay : certains micro-jeux ne peuvent être réussi que si le joueur se sert du capteur de rotation intégré dans la cartouche du jeu, tandis que dans les précédents, opus les seuls boutons nécessaires à la réussite d'un micro-jeu étaient les croix directionnelles et le bouton A. L'opus WarioWare: Touched!, sorti sur Nintendo DS, apporte des changements majeurs à la série WarioWare. En effet, jouer à cet opus ne nécessite plus forcément d'utiliser des boutons par le fait que le gameplay se base principalement sur le stylet de la Nintendo DS et sur l'écran tactile de cette dernière, d'où le nom de l'opus (Touched qui signifie « touché » en français). Néanmoins, excepté ce changement et quelques nouveaux micros-jeux, le jeu reste similaire aux précédents opus. À l'exception de la version originale de WarioWare, Inc.: Minigame Mania, développée par Nintendo et de sa version GameCube développée par Nintendo R&D1 et Intelligent Systems, les jeux sont tous développés par Nintendo SPD Group 1 en collaboration avec Intelligent Systems, puis édités par Nintendo,,,,,. Une compilation regroupant de nombreux mini-jeux de la série WarioWare, WarioWare Gold est sorti sur la console portable Nintendo 3DS en 2018. WarioWare: Get it Together!, sur Nintendo Switch, propose des mini-jeux en coopération et est sorti en septembre 2021. Le dernier jeu de la licence est WarioWare: Move It! , sorti sur Nintendo Switch en novembre 2023, et propose des mini-jeux utilisant le gyroscope des Joy-Con.

## Réception

### Accueil
| Jeux                            | Année | Metacritic |
| ------------------------------- | ----- | ---------- |
| Wario Land 4                    | 2001  | 88%        |
| WarioWare, Inc.: Minigame Mania | 2004  | 89%        |
| WarioWare: Twisted!             | 2005  | 88%        |
| WarioWare: Touched!             | 2005  | 81%        |
| Wario: Master of Disguise       | 2007  | 60%        |
| WarioWare: Smooth Moves         | 2007  | 83%        |
| Wario Land: The Shake Dimension | 2008  | 78%        |
| WarioWare Gold                  | 2018  | 78%        |

Généralement appréciés des joueurs de jeux Nintendo, les différents opus de la franchise Wario le sont également des médias spécialisés ou non. Ainsi, Jeuxvideo.com place Wario Land II à la onzième position de son classement des meilleurs jeux sur Game Boy. Enfin, CNews, à l'occasion des trente ans de la Game Boy, publiait un « top 10 » des meilleurs jeux sur cette console dans lequel Wario Land: Super Mario Land 3 occupait la septième place.

### Ventes
Certains opus de la franchise Wario ont eu de très bons résultats commerciaux. Par exemple, en janvier 2007 aux États-Unis, le jeu WarioWare: Smooth Moves se classe en quatrième position des jeux les plus vendus, toutes catégories confondues, et à la première place des jeux les plus vendus sur Wii.